# مارسالیا
مارسالیا (به ایتالیایی: Marsaglia) یک کومونه در ایتالیا است که در استان کونیو واقع شده‌است.

## خصوصیات
مارسالیا ۱۳٫۰ کیلومترمربع مساحت و ۲۹۴ نفر جمعیت دارد و ۶۰۷ متر بالاتر از سطح دریا واقع شده‌است.